# Omatidium

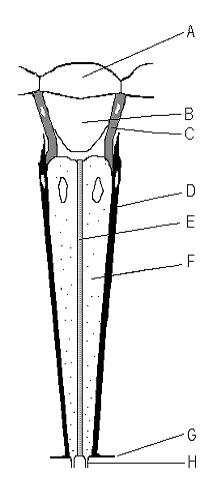
Budowa omatidium:
A – rogówka,
B – stożek krystaliczny,
C i D – izolacja pigmentowa,
E – rabdom,
F – komórka wzrokowa,
G – błona sitowa,
H – nerw komórki wzrokowej

Omatidium (łac. ommatidium), fasetka – podstawowy element budowy oka złożonego. Ma kształt wydłużonego stożka. Zbudowane jest z przejrzystej rogówki pochodzenia oskórkowego, aparatu dioptrycznego, aparatu receptorycznego i izolacji pigmentowej. 
W oku złożonym pojedyncze omatidia znajdują się blisko siebie, a ich aparaty dioptryczne składają się na główną jego powierzchnię. Liczba fasetek w oku jest zależna od gatunku – od jednej u mrówki z gatunku Pomera punctatissima do wielu tysięcy u ważek.
W zależności od budowy wyróżniane są następujące typy:
- omatidium akoniczne – brak stożka krystalicznego, jego funkcję pełnią rozrośnięte komórki Sempera,
- omatidium egzokoniczne – rozrośnięta rogówka tworzy stożek krystaliczny rzekomy,
- omatidium eukoniczne (eukon) – rogówka powstaje z oskórka, stożek krystaliczny powstaje między komórkami Sempera,
- omatidium pseudokoniczne – występuje stożek krystaliczny rzekomy wydzielony zewnątrzkomórkowo przez komórki Sempera.